# Kaputa
Kaputa – miasto w Prowincji Północnej w północnej Zambii.
W 2010 roku zamieszkiwane było przez 119 514 tys. mieszkańców.